# Connaraceae
Connaraceae R.Br. è una famiglia di piante angiosperme dell'ordine Oxalidales.

## Tassonomia
La famiglia comprende i seguenti generi:
- Agelaea Sol. ex Planch.
- Burttia Baker f. & Exell
- Cnestidium Planch.
- Cnestis Juss.
- Connarus L.
- Ellipanthus Hook.f.
- Hemandradenia Stapf
- Jollydora Pierre ex Gilg
- Manotes Sol. ex Planch.
- Pseudoconnarus Radlk.
- Rourea Aubl.
- Vismianthus Mildbr.